# ヘレナ・ラショーヴァ
ヘレナ・ラショーヴァ（Helena Rasiowa, 1917年6月20日 - 1994年8月9日）はポーランドの数学者。専門は数理論理学、特に代数的論理学。

## 経歴
ポーランド人の両親のもとウィーンに生まれ、1918年に一家でワルシャワに移住。1938年、ワルシャワ大学に入学するも、1939年のドイツによるポーランド侵攻により大学は閉鎖され、ラショーヴァも家族とともにルヴフへの疎開を余儀なくされる。しかし、同年ルヴフがソ連の支配下に置かれるようになり、ルヴフもまた安全とはいえなくなったため、一家は再びワルシャワに戻ることとなった。ラショーヴァはナチスの目を逃れて地下活動していたワルシャワ大学で数学の勉強を続け、1944年にはヤン・ウカシェヴィチとボレスワス・ソボチニスキの指導のもと、修士論文を完成させるが、この論文は同年8月のワルシャワ蜂起で焼失した。
第二次世界大戦終結後は高校教師の職を得ていたが、やがてアンジェイ・モストフスキの招きによりワルシャワ大学に復帰し、1945年、新たに書き直した修士論文により修士号を取得した。1946年以降はワルシャワ大学で助手を務め、1950年、同大学でモストフスキの指導のもと博士号を取得。1956年にはポーランド科学院数学研究所で教授資格を取得した。1954年から1957年にかけてはポーランド科学院数学研究所準教授を務め、1957年、同教授に昇格。1967年以降は、1993年に退官するまでの間、同正教授の地位にあった。1958年から1959年にかけては、ポーランド数学会副会長も務めている。

## 主な業績
ラショーヴァは論理学への代数的手法の応用で知られ、1950年にはローマン・シコルスキとの共同研究で、古典一階述語論理の完全性を代数的に証明。1951年には同様の代数的証明法を直観主義論理および様相論理にも応用し、これら一連の研究はのちにより体系化されたかたちで、『メタ数学の数学』（シコルスキとの共著、1963年）および『非古典論理への代数的アプローチ』（1974年）へとまとめられた。
ラショーヴァはまた、数理論理学の計算機科学への応用にいち早く着目し、この分野においても研究の活性化に大きく貢献した。1977年にはラショーヴァの尽力により、計算機科学の専門誌Fundamenta Informaticaeが創刊され、彼女は1994年のその死まで、同誌編集主幹を務めていた。

## 主な著作
- Helena Rasiowa and Roman Sikorski, "A proof of the completeness theorem of Gödel," Fundamenta Mathematicae, 37, 1950, pp.193-200.
- Helena Rasiowa, "Algebraic treatment of the functional calculi of Heyting and Lewis," Fundamenta Mathematicae, 38, 1951, pp.99-126.
- Helena Rasiowa and Roman Sikorski, The Mathematics of the Metamathematics, Monografie Mathematyczne, vol.41, Państwowe Wydawnictwo Naukowe, 1963.
- Helena Rasiowa, An Algebraic Approach to Non-classical Logics, Studies in Logic and the Foundations of Mathematics, vol.78, North-Holland, 1974.